# Kronika sportowa
Kronika sportowa – audycja nadawana od poniedziałku do soboty na antenie Programu I Polskiego Radia oraz codziennie na antenie Polskiego Radia 24 –  emitowana o godz. 22:33, podsumowująca bieżące wydarzenia sportowe. W niedziele na antenie Polskie Radio Program I nadawana jest audycja Przy Muzyce o Sporcie –  emitowana w godzinach 19–21. 
W czasie emisji Audycji Komitetów Wyborczych (wybory Prezydenta RP w 2015 roku i 2020 roku) Kronika sportowa emitowana była o 22.23 i trwała 7–9 minut. Normalnie audycja trwa ok. 20 minut.
Audycja na antenie radiowej po raz pierwszy pojawiła się 30 listopada 1954 i jest najstarszą audycją sportową w Polsce. Pomysłodawcą "Kroniki sportowej" był Konrad Gruda, a tworzyli ją lub tworzą obecnie m.in. Bohdan Tomaszewski, Bogdan Tuszyński, Dariusz Szpakowski, Włodzimierz Szaranowicz, Tomasz Zimoch czy Andrzej Janisz. Wypowiedź Tadeusza Pyszkowskiego – „Oj, strzelaj, prędzej, strzela... jest!” pochodzi z relacji meczu pucharowego między Legią Warszawa a Slovanem Bratysława, rozgrywanego 19 września 1956 r., z opisem sytuacji z 63 minuty, w której drugiego gola dla Legii Warszawa zdobył Lucjan Brychczy od ponad pół wieku stanowi czołówkę sygnału "Kroniki sportowej" Programu I Polskiego Radia. Obecnie audycje współtworzą: Sylwia Urban, Cezary Gurjew, Rafał Bała,  Filip Jastrzębski, Tomasz Kowalczyk, Andrzej Grabowski, Krzysztof Kuzak, Grzegorz Nowaczyk i Michał Antosiewicz.